# نصب الثورة (المكسيك)
نصب الثورة، هو معلم ونصب في ذكرى الثورة المكسيكية. وتقع في بلازا دي لا ريبوبليكا، والذي يتقاطع في قلب الشوارع الرئيسية باسيو دي لا ريفورما، افينيدا لوس إينسورجينتيس في وسط مدينة مكسيكو سيتي.

## التاريخ

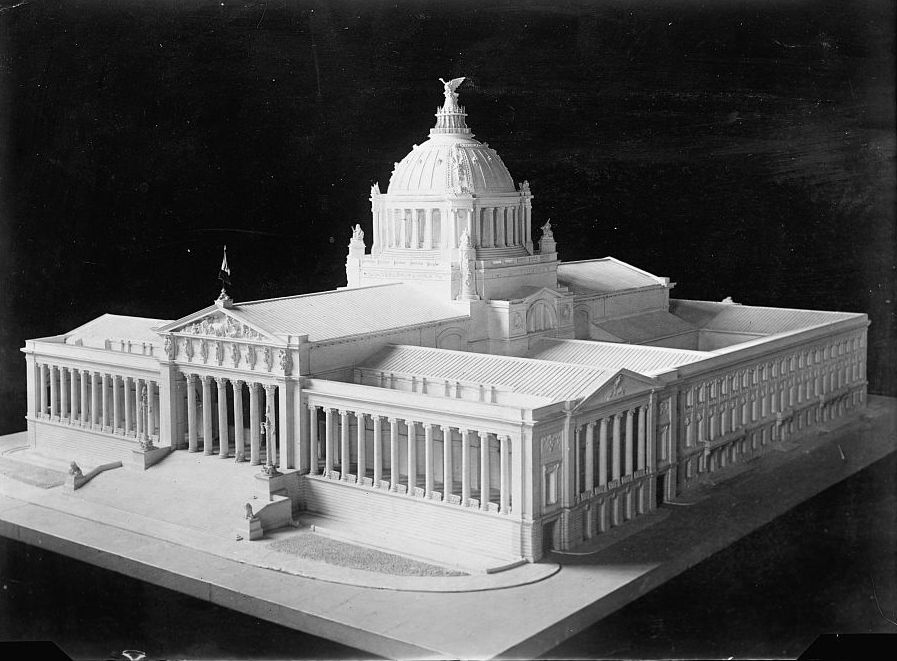
نموذج من بالاسيو ليغيسلاتيفو.

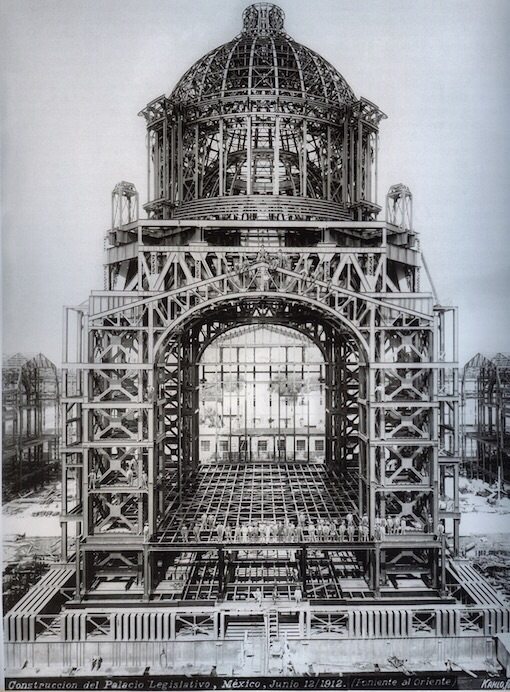
بناء نصب القصر التشريعي للثورة, غييرمو كاهلو, 12 حزيران / يونيو 1912

كان المبنى مقرراً في البداية كقصر الأتحاد التشريعي خلال نظام بورفيريو دياز و «كان المقصود منه كنصب تذكاري لمجد بورفيريان الذي لايضاهى.» يعتبر أطول قوس النصر في العالم، ويقفعلى أرتفاع 67 متر (220 قدم).
تم التخطيط للمشروع في عام 1897 وخصصت الحكومة 5 ملايين بيزو. منذ أن كان البناء مشروع رئيسي عام، كان هناك مسابقة تصميم، وفي نهاية المطاف فاز بها الفرنسي إميل بينارد. أختيار الحكومة للفرنسيين مثل المهندس الذي أنتج التصميم الكلاسيكي مع «سمة لمسات من عصر النهضة الفرنسية،», يشير إلى هدف المسؤولين في الحكومة إلى إظهار المكسيك بمكانها الصحيح باعتبارها أمة متقدمة. دياز وضع الحجر الأول في عام 1910 خلال احتفالات الأستقلال المئوية، عندما أفتتح دياز أيضاً النصب التذكاري لأستقلال المكسيك («الملاك»). بدلاً من أستخدام المواد المحلية المكسيكية في الواجهة، تم أستخدام الرخام الإيطالي والجرانيت النرويجي.
وعلى الرغم من خلع نظام دياز في أيار / مايو عام 1911، تابع الرئيس فرانسيسكو ماديرو، «رسول الديمقراطية» البناء حتى عام 1912 عندما نفد المال. في ظل هيكل غير مكتمل حتى عام 1938، وتم الأنجاز خلال رئاسة لازارو كارديناس. والتصميم المفتوح للمبنى كان من قبل كارلوس اوبرغون سانتاسيليا ذو نمط آرت ديكو أنتقائي ونمط الواقعية الاشتراكية المكسيكي، على بنية القبة الحالية بالاسيو ليغيسلاتيفو الفيدرالية (قصر الأتحاد التشريعي). صمم أوليفيريو مارتينيز حجر النحت على الهيكل،  مع فرانسيسكو زونيغه بأعتباره أحد مساعديه.
الهيكل أيضا بمثابة ضريح لأبطال الثورة المكسيكية 1910, فرانسيسكو "بانشو" فيلا، فرانسيسكو ماديرو، بلوتاركو الياس كاليس، فنوستيانو كارانزه، لازارو كارديناس. والجنرال الثوري اميليانو زاباته لم يدفن في النصب، لكن في كواوتلا، موريلوس. وقاومت أسرة زاباتا جهود الحكومة المكسيكية الرامية إلى نقل بقايا زاباتا إلى النصب.

## وصلات خارجية
- الموقع الرسمي

إحداثيات: 19°26′10″N 99°09′17″W / 19.436233°N 99.154701°W